# Наджие Суман
Наджие Суман, известна и като мадам Наджие или Наджие ханъм е първата професионална фотографка в Турция.

## Биография
Суман е родена през 1881 г. в Ускюб (Скопие), тогава в Османската империя, в семейството на офицера Салих бей. През 1903 г. тя се омъжва за офицера Исмаил Хаки бей, на когото ражда 3 деца. Нейният син Нусрет Суман по-късно става известен скулптор.
Заради Балканските войни през 1912 – 1913 г. семейството е принудено да избяга в Анадола. То се установява в Истанбул, а приятел им помага да се преместят във Виена. Там Наджие се запознава с новата технология фотография. През 1914 г., когато съпругът ѝ е принуден да се завърне в Турция, с него се завръща и цялото семейство, включително майката и бабата на Исмаил Хаки бей и трима слуги. Те се заселват в имението Саитпаша в Йълдъз в истанбулския квартал Бешикташ. Наджие носи със себе си придобитото във Виена фотооборудоване и превръща тавана си в малко фотостудио.
В годините на Първата световна война съпругът на Наджие служи на фронта. По време на турската война за независимост семейството започва да изпитва финансови затруднения. През 1919 г. Суман има намерение да продаде сребърните съдове, за да изхрани семейството си, но след това взима друго решение. Тя провесва на къщата си голяма табела с надпис „Türk Hanımlar Fotoğrafhanesi – Naciye“ (Турско женско фотоателие – Наджие) и по този начин се превръща в една от първите мюсюлмански фотографки в страната, което е необичайно, тъй като по онова време жените рядко работят официална работа. Скоро Наджие събира много клиентки, които искат да изпратят на своите съпрузи на фронта снимките си. През 1921 г. тя се отказва от имението и се мести в по-малък апартамент, като премества фотостудиото на друго място. Фотографското студио този път е наречено „Kadınlar Dünyası“ (Светът на жените) – име, дадено в чест на водещо женско списание по това време. Освен портрети и сватбени снимки, които прави, Наджие чете лекции за фотографията в двореца на султан Мехмед V.
След края на войната тя се разделя с мъжа си и живее за сметка на приходите си от фотоателието си. През 1930 г. става баба, след което решава да остави бизнеса си и да се премести с дъщеря си в Анкара. През 1934 г. турското правителство приема закон, че всички граждани трябва да носят фамилни имена. Наджие ханъм решава да вземе фамилното име Суман.
Умира през 1973 г. в Анкара. Дълго време снимките ѝ са смятани за загубени. Колекционерката и писателка Гюлдерен Белюк обаче успява да потвърди авторството на Суман на 6 пощенски картички с печат на студиото.